# San Julián de Valmuza
San Julián de Valmuza es una localidad perteneciente al municipio de Doñinos de Salamanca, dentro de la provincia de Salamanca, España. En 2017 la localidad contaba con 62 habitantes.

## Historia

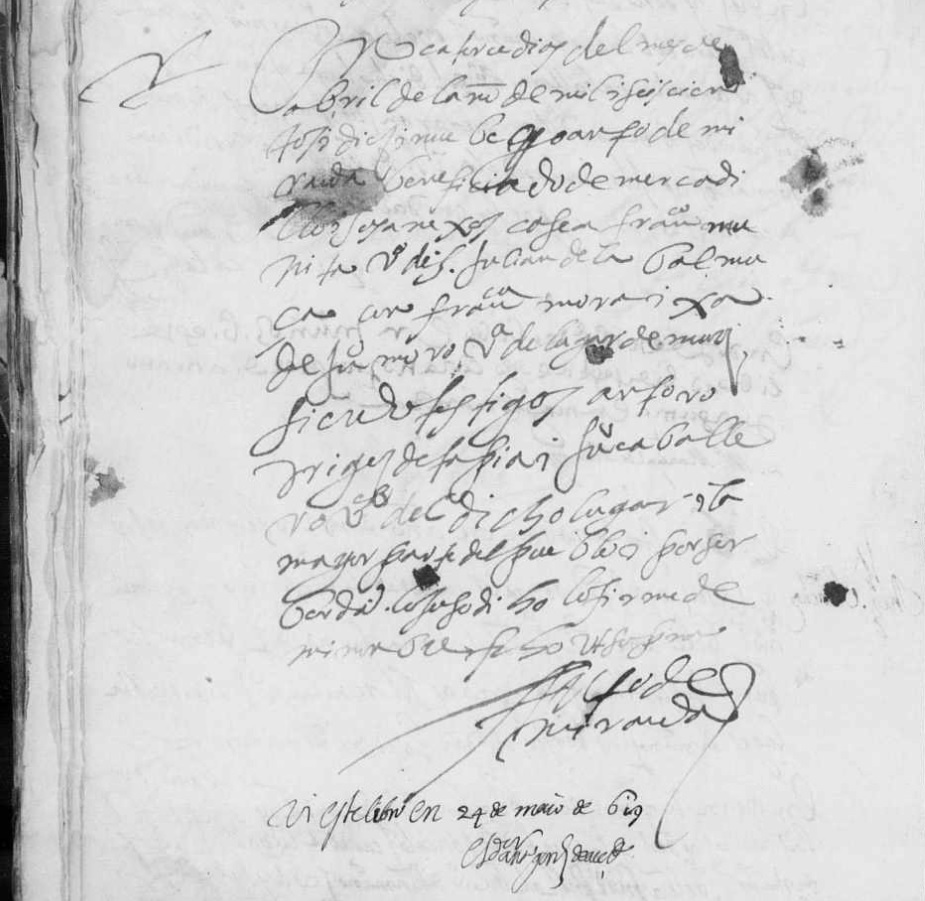
Acta matrimonial de 1619 en la que se cita San Julián de Valmuza

Su fundación se remonta a la época romana, cuando fue una importante villa de la que hoy se conservan aún mosaicos, columnas, sepulcros o vasijas. Posteriormente fue repoblado por los reyes leoneses en la Edad Media, que la integraron en el cuarto de Baños de la jurisdicción de Salamanca, dentro del Reino de León, denominándose en el siglo XIII Sant Iulian de la Valmuça.
En el entorno de esta localidad tuvo lugar en 1162 la batalla de la Valmuza, en que el rey Fernando II de León derrotó a las tropas concejiles salmantinas apoyadas por las abulenses, levantadas contra éste por su decisión de crear el concejo de Ledesma y darle fueros así como hacer lo propio con Ciudad Rodrigo, a la que convirtió en diócesis. El descontento salmantino se basaba en que los territorios que otorgaba el rey a Ledesma y Ciudad Rodrigo eran administrados hasta entonces por la ciudad de Salamanca, que veía reducida su jurisdicción de esta manera, en beneficio de ledesminos y civitatenses. La decisión de Fernando II, en todo caso, se veía sostenida en la necesidad de tener dos villas o ciudades leonesas más cercanas a la frontera portuguesa, entonces en confrontación con el Reino de León, para poder hacer frente mejor a los ataques del reino vecino.
En la Guerra de Independencia el General Wellington utilizó las edificaciones de esta finca como cuadras, en vísperas de la batalla de Arapiles. Con la creación de las actuales provincias en 1833, San Julián de Valmuza quedó encuadrado en la provincia de Salamanca, dentro de la Región Leonesa.

## Demografía
En 2017 San Julián de Valmuza contaba con 62 habitantes, de los cuales 33 eran hombres y 29 mujeres. (INE 2017) Pese a haber iniciado el siglo XXI despoblado, la construcción de la urbanización San Julián de Valmuza junto al campo de golf La Valmuza Golf Resort ha provocado el aumento de la población en San Julián de Valmuza, si bien el aumento poblacional no afecta estrictamente al núcleo histórico, sino a la mencionada urbanización.
| Gráfica de evolución demográfica de San Julián de Valmuza entre 2000 y 2017              |
|                                                                                          |
| Fuente: Instituto Nacional de Estadística de España - Elaboración gráfica por Wikipedia. |